# ひろたあきら
ひろた あきら（1989年5月8日 - ）は、日本のお笑いタレントである。「絵本芸人」として知られ、絵本作家としても活動する。吉本興業東京本社所属。

## 来歴
愛知県立岡崎工業高等学校(現・愛知県立岡崎工科高等学校)3年生の時、「堀内ライドオン」というコンビでM-1甲子園に出場。思い出作りのための結成だったが、「ツートーン」（現・スパイクの小川暖奈が組んでいた女子コンビ）や、「子犬番長」（元トラッシュスターの伊藤政臣と現・アトキンソンの安田孟のコンビ）といった同世代の芸人たちとの出会いに感化され、名古屋や大阪のフリーライブにも出演するようになる。ユニット「1+1=」を結成するが、1年で解散。
地元のデザイン専門学校を卒業後、21歳で名古屋吉本に入り（東京NSC16期と同期扱い）、竹上裕二と「マニッシュガーリー」を結成。しかし、相方竹上が当時出演していたやすだの歩き方でご当地アイドル総選挙1位になったグループの女性に告白後 急に居なくなり、2014年6月に解散。その後、後輩の悟と「も～にんぐ」を結成するが2ヶ月で自然消滅。
2015年2月に上京後、同期の溝口大樹（元ダイナゴン、同姓同名のプロ野球選手とは別人）と「リリアン」を結成するも、相方の引退により6ヶ月で解散。2016年12月に後輩のたかぴんと「おともだち」を結成、『有田ジェネレーション』への出演を果たすが、4ヶ月で解散。JUNK∞TIONのピンクAkkyを担当、客数が目標に満たなかった為、2018年3月解散。その後はピン芸人として活動する。
2018年3月からSHOWROOM（ショールーム）を始める。

## 人物
- マニッシュガーリー時代にCBCテレビ『やすだの歩き方』で共演したパンサー・向井慧とは、上京後も公私ともに親しい間柄である。
- 「リリアン」を解散してピン芸人となったときに、変な絵本を作るというピンネタの参考にするために読んだ長新太『ゴムあたまポンたろう』に衝撃を受け、絵本集めに熱中するようになる。2016年からは「絵本芸人」としてライブや読み聞かせイベントを開催している。2019年に初の創作絵本『むれ』を発表し、MOE絵本屋さん大賞の新人賞を受賞する。絵本の帯は又吉直樹が担当した。

## 主催ライブ

### conte project MIX
- conte project MIX#1 「へんなの。」　神保町花月　2017年9月24日

### ダギャー!!
井上彩輝（元サムタイムズ）とのツーマンライブ。２ヶ月ごとに名古屋と東京で交互に行われている（2017年10月～）。

### 絵本ライブ
- ひろたあきらのくまさんとるんるんたいむ　ブックハウス神保町　2016年7月31日
- ひろたあきらの絵本とあそぼう　神保町花月　2016年8月28日
- ひろたあきらのくまさんとるんるんたいむVol.2　ブックハウス神保町　2016年10月1日
- 下北沢で絵本を語る夜　下北沢ろくでもない夜　2018年01月10日

毎月、東武ブックスビーンズ戸田公園店で絵本の読み聞かせをしている（2018年2月～）

## コンテスト
- M-1グランプリ
  - 2007, 2008 - 堀内ライドオン
  - 2009, 2010 (2回戦進出) - 1+1=
  - 2015 - リリアン
- キングオブコント
  - 2008, 2009 - 堀内ライドオン
  - 2010 - 1+1=
  - 2011 (2回戦進出), 2012, 2013 - マニッシュガーリー
- R-1ぐらんぷり
  - 2013 (2回戦進出), 2014 (2回戦進出), 2015
- THE MANZAI
  - 2011, 2012 (2回戦進出), 2013 (2回戦進出) - マニッシュガーリー
  - 2014 - も～にんぐ

## 神保町花月お芝居出演
- 妖怪探偵ルルルと最後の事件 2016年2月17日～2月21日 死神（ルルルの父親）役
- 絶望が持った音～ある師弟の想い～ 2016年6月14日～6月18日 ラクシー役
- アサインアゲイン 2016年7月20日～7月23日 松江役
- なるほど、たしかに、とりあえず、 2016年9月7日～9月10日 樫本忍役
- ぶくぶく。 2016年10月12日～10月15日 日下部潤役
- Fakers Room 2016年12月14日～12月18日
- チア☆ヲノコ　2017年7月14日～7月16日 浅野瑛太役

## 出演

### テレビ
- お笑いハローワーク(１＋１＝時代)
- ジョブる(マニッシュガーリー時代)
- やすだの歩き方(マニッシュガーリー時代) ※準レギュラー
- 日曜なもんで!(マニッシュガーリー時代)
- 有田ジェネレーション（TBSテレビ）(おともだち時代)

### ネットラジオ
- ラジオダギャー！！ (stand.fm、2023年7月17日 -) 毎週月曜日配信[4]
- 裏ひろた (stand.fm、2023年6月17日 -)

## 書籍

### 絵本
- むれ（2019年2月28日発売、KADOKAWA、ISBN978-4041075890）
- いちにち（2021年4月7日発売、KADOKAWA、ISBN978-4041112137）
- にゃおにゃおにゃお（2022年2月22日発売、ヨシモトブックス、ISBN978-4847071584）
- ぐるぐるぴ（2022年7月25日発売、講談社、ISBN978-4065286098）
- ちんぽうがき（2023年3月1日発売、ヨシモトブックス、ISBN978-4847072888）